# Gulmaskad sparv
Gulmaskad sparv (Ammodramus aurifrons) är en sydamerikansk fågel i familjen amerikanska sparvar inom ordningen tättingar.

## Utseende och läte
Gulmaskad sparv är en liten och kortstjärtad sparv med en gul fläck framför ögat. Den liknar campossparven, men är ljusare färgad med mer gult i ansiktet. Sången är ljus och sträv, återgiven som "tic tic ZEEEE tic ZEEEE".

## Utbredning och systematik
Gulmaskad sparv förekommer i Sydamerika. Den delas upp i fyra underarter med följande utbredning:
- A. a. apurensis – förekommer i nordöstra Colombia och västra Venezuela
- A. a. cherriei – förekommer i llanos i östra Colombia (Meta
- A. a. tenebrosus – förekommer i tropiska östra Colombia (Vaupés) och Venezuela (sydvästra Amazonas)
- A. a. aurifrons – förekommer från tropiska sydöstra Colombia till östra Ecuador, Peru, Bolivia och Amazonområdet i Brasilien

### Familjetillhörighet
Tidigare fördes de amerikanska sparvarna till familjen fältsparvar (Emberizidae) som omfattar liknande arter i Eurasien och Afrika. Flera genetiska studier visar dock att de utgör en distinkt grupp som sannolikt står närmare skogssångare (Parulidae), trupialer (Icteridae) och flera artfattiga familjer endemiska för Karibien.

## Levnadssätt
Gulmaskad sparv hittas i gräsiga flodkanter liksom i gräsrika områden i urbana områden och i jordbruksbygd. Den ses hoppa och kila runt på marken mellan grästuvorna.

## Status
Arten har ett stort utbredningsområde och beståndet anses stabilt. Internationella naturvårdsunionen IUCN listar den därför som livskraftig (LC).